# ダマルタン＝アン＝ゴエル
ダマルタン＝アン＝ゴエル （Dammartin-en-Goële）は、フランス、イル＝ド＝フランス地域圏、セーヌ＝エ＝マルヌ県のコミューン。日本語の文献ではDammartinをダンマルタンと表記したものが見られるが、ここでは実際の発音に近いダマルタン表記とする。

## 由来
ダマルタン（Dammartin）とは、4世紀頃ゴエル地方を伝道したトゥールのマルティヌスのラテン語名Domnus Martinusからきている。民俗伝承は、古い伝説からもたらされている。トゥールのマルティヌスが設置した聖母マリア像を、住民たちは『マルティヌスの聖母』（dame de M. MartinまたはDame Martin）と呼び、そこからダマルタンとなった。
ダマルタン＝アン＝ゴエルは、ダマルタン伯爵とダマルタン家の2つの家系の名の由来となっている。

## 交通
町は、南部にあるインターチェンジによって国道2号線（fr）とつながり、北のインターチェンジによってオートルートA104、その後A3、そしてA1を通じてパリとつながっている。他の方向へは、国道2号線を通じてオワーズ県に向かいル・プレシ・ベルヴィル、ナントゥイユ＝ル＝オドゥアン、そしてソワソンを介してエーヌ県へ通じる。
近接するコミューン、サン・マールにダマルタン-ジュイイ-サン・マール駅があり、パリ北駅から発着するトランジリアン・ノール路線（fr）のK路線（fr、終点はクレピー＝アン＝ヴァロワ）、TERピカルディの路線（パリ-ラン間）が停車する。

## 歴史

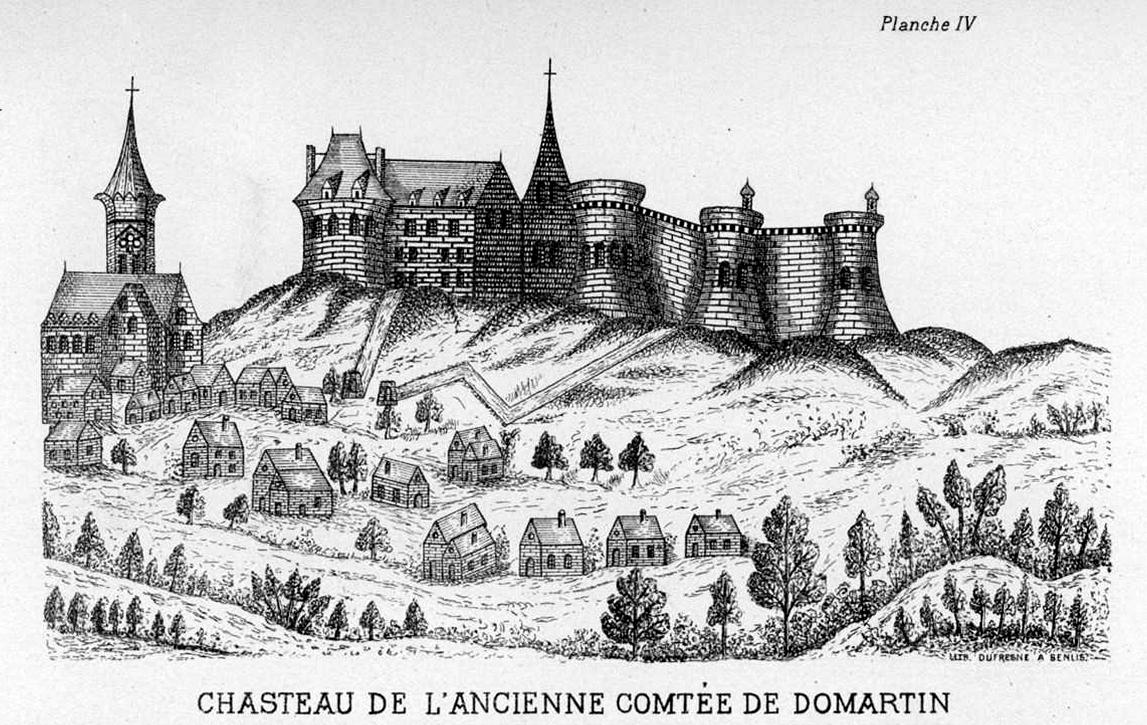
16世紀のダマルタン

12世紀、町には修道院とハンセン病療養所がおかれていたが、町全体が大火で破壊された。
シャルル7世はダマルタンおよびファイエル領主の土地を没収し、1431年にマルグリット・ド・ナントゥイユに与えた。ジャンヌ・ダルクの仲間であったアントワーヌ・ド・シャヴァンヌは、1439年にダマルタン伯領の継承者マルグリット・ド・ナントゥイユと結婚し、ダマルタンに伯領の本拠地をおいた。その後ルイ11世に疎んじられて財産が没収され、バスティーユ監獄に投獄されたがそこから脱走している。シャヴァンヌは王と和解することができ、1480年に自身の伯領へ戻った。彼は聖母に捧げる教会を建て、1488年にそこに埋葬されている。
1554年、シャヴァンヌ家はダマルタン伯領をアンヌ・ド・モンモランシーに売却した。1593年、町はアンリ4世の手中に入った。1632年、モンモランシー公アンリ2世が処刑された後に領地は没収され、ブルボン＝コンデ家のものになった。1694年に新たに病院が建てられた。ダマルタンの周囲にはコルビー城、ムシー・ル・ヴィユー城があったが、リシュリューの命で壊されている。2012年以降、アンジェの公立図書館はダンマルタン伯爵家の歴史書（Geste des comtes de Dammartin）という16世紀の写本を所蔵している。
2015年1月9日、シャルリー・エブド襲撃事件の実行犯とされるクアシ兄弟がダマルタンの会社建物に立てこもった。GIGNとの銃撃戦の末、犯人たちは射殺された。

## 人口統計
| 1962年 | 1968年 | 1975年 | 1982年 | 1990年 | 1999年 | 2006年 | 2011年 |
| ------ | ------ | ------ | ------ | ------ | ------ | ------ | ------ |
| 1678   | 2049   | 3476   | 4528   | 6620   | 7805   | 7948   | 8464   |

参照元:1999年までEHESS、2004年以降INSEE